# Jonathan McKee
Jonathan McKee (Seattle, 19 de dezembro de 1959) é um velejador estadunidense. 

## Carreira
Jonathan McKee representou seu país nos Jogos Olímpicos de 1984 e 2000, no qual conquistou a medalha de ouro classe Flying dutchman  em 1984, e bronze em Sydney 2000, na classe 49er 